# Serixia pubescens
Serixia pubescens là một loài bọ cánh cứng trong họ Cerambycidae.